# 広瀬久光
広瀬 久光（ひろせ ひさみつ、天保10年5月13日（1839年6月23日） - 明治43年（1910年）8月11日）は山梨県の名望家、戸長、県会議員。
地域の戸長、区長などを歴任、また東山梨郡書記に任用されるなど、地方自治や農政の進展に貢献した。明治13年（1880年）から二期4年間、県会議員に在任活躍し、特に青梅街道の開発に最も力を注いでいた。また、自家の屋敷は「於曽屋敷」として昭和38年（1963年）9月9日に山梨県指定の史跡に指定されている。

## 略歴
- 天保10年（1839年）5月13日 - 甲斐国山梨郡下於曽村に生誕
- 明治5年（1872年）11月 - 下於曽村 戸長
- 明治8年（1875年）4月14日 - 七里村戸長
- 明治9年（1876年）5月11日 - 青梅街道開発世話掛
- 明治12年（1879年）1月7日 - 東山梨郡書記、同郡徴兵議員(同年3月)、同郡学区取締兼務(同年6月24日)
- 明治13年（1880年）6月 - 明治天皇山梨県御巡幸に伴う「奉送迎東山梨郡人民総代」
- 明治13年（1880年）7月3日 - 山梨県会議員に当選
- 明治17年（1884年）2月25日 - 山梨県会議員に再選
- 明治17年（1884年）9月29日 - 七里村奥野田村連合戸長
- 明治20年（1887年）9月25日 - 東山梨郡所得税調査委員

## 親族
- 長男 広瀬久政（慶応元年（1865年）2月16日生） -　山梨県会議員、衆議院議員、娘婿の父は貴族院議員 内藤宇兵衛
- 次男 広瀬貢（慶応3年（1867年）10月23日生）- 七里村村会議員、七里村村長
- 三男 雨宮亘（明治2年（1869年）7月26日生）- 雨宮敬次郎の長女「輝子」と婚姻し雨宮亘となる。
- 四男 風間久高（明治4年（1871年）8月28日生） - 風間懐慧(酒造業)の長女「いち」と婚姻し風間久高となる
- 五男 若尾璋八（明治6年（1873年）7月27日生） - 若尾民造の次女「きよの」と婚姻し若尾璋八となる。東京電燈社長、衆議院議員、貴族院議員。
- 六男 広瀬為久（明治9年（1876年）2月生）- 衆議院議員、東京電燈取締役
- 長女 網野まつの（明治11年（1878年）4月生） - 網野善一(網野善彦の祖父)と婚姻
- 七男 広瀬猛（明治15年（1882年）1月5日生） - 陸軍中将、陸軍大学校校長
- 八男 神戸久誠（明治18年（1885年）6月9日生） - 神戸挙一の長女「松枝」と婚姻し神戸久誠となる